# Sześciu synów
Sześciu synów – jeden z wątków wisznuizmu (hinduizm) mówiący o mnogości synów człowieka. 
Zgodnie z zasadami religijnymi zawartymi w wypowiedzi Śakuntali powołującego się na słowa Manu (Mahabharata Adi Parwa 69) za syna należy uznawać dziecko:
- otrzymane w darze
- kupione
- wychowane
- adoptowane
- przyjęte wraz z nową żoną
- samodzielnie spłodzone.